# Список медалістів Олімпійських ігор з ковзанярського спорту

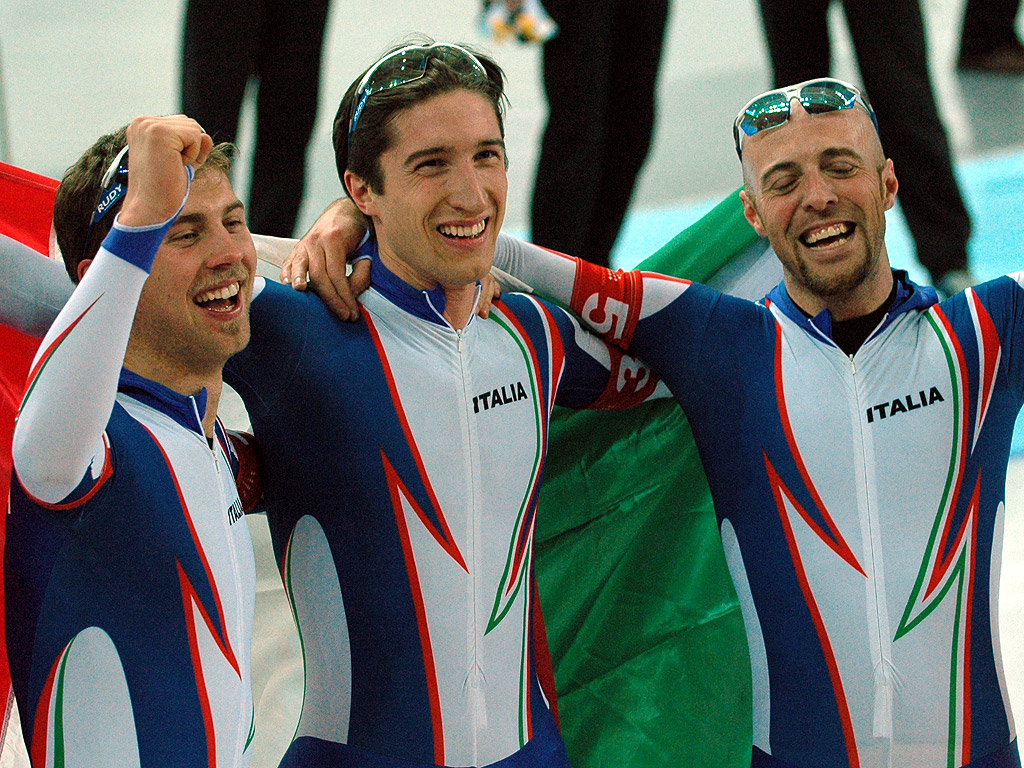
Італія, золоті медалісти зимових Олімпійських ігор 2006 року в командних перегонах переслідування серед чоловіків. Зліва направо: Маттео Анезі, Енріко Фабріс та Іполіто Санфрателло.

Змагання з ковзанярського спорту входили до програми зимових Олімпійських ігор починаючи з перших Ігор 1924 року. На перших зимових Олімпійських іграх відбулися змагання на дистанціях 500, 1500, 5000 і 10 000 метрів серед чоловіків. Крім того, бали за ці чотири дисципліни просумували і вручили медаль у багатоборстві, яке вилучили після Олімпійських ігор 1924 року. Змагання з ковзанярського спорту серед жінок вперше провели на зимових Олімпійських іграх 1932 року в рамках показової програми. Оргкомітет тих Ігор виступав за повноцінне внесення до програми змагань серед жінок, але МОК відхилив цю пропозицію. Перші офіційні змагання серед жінок на Олімпійських іграх відбулись у Скво-Веллі 1960 року на дистанціях 500, 1000, 1500 і 3000 метрів. Дистанцію на 1000 метрів серед чоловіків додали 1976 року, а змагання на 5000 метрів серед жінок – 1988-го. Відтоді ці 10 дисциплін були в програмі всіх Олімпійських ігор, а 2006 року додано командні перегони переслідування серед обох статей, і кількість комплектів нагород сягнула 12-ти.
Нідерландська ковзанярка Ірен Вюст здобула одинадцять медалей — п’ять золотих, п’ять срібних та одну бронзову — більше, ніж будь-яка інша ковзанярка на Олімпійських іграх. Представниця Радянського Союзу Лідія Скобликова належить до двох зимових олімпійок, які вибороли шість золотих медалей (друга – лижниця Любов Єгорова). На зимових Олімпійських іграх 1924 року фін Клас Тунберг став першим спортсменом, що здобув дві або більше золотих медалей, а 1928 року він став першим ковзанярем, який успішно захистив олімпійський титул. На Іграх 1964 року Скобликова виграла чотири золоті медалі й стала першою спортсменкою, яка виграла золото у всіх проведених дисциплінах. Це досягнення повторив 1980 року американець Ерік Гайден, який виграв п’ять золотих медалей, найбільше з-поміж усіх учасників на одних зимових Олімпійських іграх. 2006 року канадійка Сінді Классен стала єдиною іншою ковзаняркою і однією з семи зимових олімпійців, що здобули на одних Іграх п'ять медалей — одну золоту, дві срібні, дві бронзові. Німкеня Клаудія Пехштайн, американка Бонні Блер і Свен Крамер з Нідерландів - єдині ковзанярі, що виборювали золоту медаль в одній і тій самій дисципліні на трьох Іграх поспіль. Андреа Шене, яка здобула срібну медаль 1976 року, наймолодша серед жінок медалістка в особистій дисципліні. Німкеня Кріста Лудінг-Ротенбургер і канадійка Клара Г'юз єдині серед ковзанярів вибороли ще й нагороди літніх Олімпійських ігор, а саме у велоспорті.
Нідерландські ковзанярі найуспішніші, що за сукупною кількістю медалей (121), що за золотими (42). Від 1924 до 2018 року вручено 190 золотих, 193 срібних і 186 бронзових медалі, володарями яких стали ковзанярі з 23-х національних олімпійських комітетів.
| Таблиця змісту      | Таблиця змісту                                                                            |
| ------------------- | ----------------------------------------------------------------------------------------- |
| Чоловіки            | 500 м • 1000 м • 1500 м • 5000 м • 10000 м • Мас-старт • Командні перегони переслідування |
| Жінки               | 500 м • 1000 м • 1500 м • 3000 м • 5000 м • Мас-старт • Командні перегони переслідування  |
| Більше не проводять | Багатоборство                                                                             |
| Статистика Примітки |                                                                                           |

## Чоловіки

### 500 метрів
| Ігри                     | Золото                                  | Срібло                                        | Бронза                        |
| ------------------------ | --------------------------------------- | --------------------------------------------- | ----------------------------- |
| Шамоні 1924              | Чарлз Джетроу · США                     | Оскар Ольсен · Норвегія                       | Роальд Ларсен · Норвегія      |
| Шамоні 1924              | Чарлз Джетроу · США                     | Оскар Ольсен · Норвегія                       | Клас Тунберг · Фінляндія      |
| Санкт-Моріц 1928         | Бернт Евенсен · Норвегія                | Не вручали                                    | Роальд Ларсен · Норвегія      |
| Санкт-Моріц 1928         | Бернт Евенсен · Норвегія                | Не вручали                                    | Яакко Фріман · Фінляндія      |
| Санкт-Моріц 1928         | Клас Тунберг · Фінляндія                | Не вручали                                    |                               |
| Санкт-Моріц 1928         | Джон Фаррелл · США                      | Не вручали                                    |                               |
| Лейк-Плесід 1932         | Джек Ші · США                           | Бернт Евенсен · Норвегія                      | Александер Герд · Канада      |
| Гарміш-Партенкірхен 1936 | Івар Баллангруд · Норвегія              | Ґеорґ Кроґ · Норвегія                         | Лео Фрайзінґер · США          |
| Санкт-Моріц 1948         | Фінн Гельдесен · Норвегія               | rowspan=3 colspan=2 align=center \|Не вручали |                               |
| Санкт-Моріц 1948         | Фінн Гельдесен · Норвегія               | Томас Бюберг · Норвегія                       |                               |
| Санкт-Моріц 1948         | Фінн Гельдесен · Норвегія               | Роберт Фіцджеральд · США                      |                               |
| Осло 1952                | Кеннет Генрі · США                      | Дон МакДермотт · США                          | Ґордон Одлі · Канада          |
| Осло 1952                | Кеннет Генрі · США                      | Дон МакДермотт · США                          | Арне Йогансен · Норвегія      |
| Кортіна-д'Ампеццо 1956   | Євген Грішин · СРСР                     | Грач Рафаель Давидович · СРСР                 | Алв Г'єстванг · Норвегія      |
| Скво-Веллі 1960          | Євген Грішин · СРСР                     | Білл Дісней · США                             | Грач Рафаель Давидович · СРСР |
| Інсбрук 1964             | Террі Макдермотт · США                  | rowspan=3 colspan=2 align=center \|Не вручали |                               |
| Інсбрук 1964             | Террі Макдермотт · США                  | Євген Грішин · СРСР                           |                               |
| Інсбрук 1964             | Террі Макдермотт · США                  | Володимир Орлов · СРСР                        |                               |
| Гренобль 1968            | Ергард Келлер · Західна Німеччина       | rowspan=2 colspan=2 align=center \|Не вручали |                               |
| Гренобль 1968            | Ергард Келлер · Західна Німеччина       | Маґне Томассен · Норвегія                     |                               |
| Саппоро 1972             | Ергард Келлер · Західна Німеччина       | Гассе Бер'єс · Швеція                         | Валерій Муратов · СРСР        |
| Інсбрук 1976             | Євген Куликов · СРСР                    | Валерій Муратов · СРСР                        | Ден Іммерфолл · США           |
| Лейк-Плесід 1980         | Ерік Гайден · США                       | Євген Куликов · СРСР                          | Ліуве де Бур · Нідерланди     |
| Сараєво 1984             | Сергій Фокічев · СРСР                   | Йосіхіро Кітадзава · Японія                   | Ґаетан Буше · Канада          |
| Калгарі 1988             | Уве-Єнс Май · НДР                       | Як Ейкема · Нідерланди                        | Акіра Куроїва · Японія        |
| Альбервіль 1992          | Уве-Єнс Май · Німеччина                 | Тосіюкі Куроїва · Японія                      | Дзюн'їті Іноуе · Японія       |
| Ліллегаммер 1994         | Олександр Голубєв · Росія               | Сергій Клевченя · Росія                       | Манабу Хорії · Японія         |
| Наґано 1998              | Хіроясу Сімідзу · Японія                | Джеремі Вотерспун · Канада                    | Кевін Оверленд · Канада       |
| Солт-Лейк-Сіті 2002      | Кейсі Фітцрендолф · США                 | Хіроясу Сімідзу · Японія                      | Кіп Карпентер · США           |
| Турин 2006               | Джоуї Чік · США                         | Дмитро Дорофєєв · Росія                       | Лі Ган Сок · Південна Корея   |
| Ванкувер 2010            | Мо Тхе Бом · Південна Корея             | Наґасіма Кейїтіро · Японія                    | Като Дзьодзі · Японія         |
| Сочі 2014                | Мішель Мюлдер · Нідерланди              | Ян Смекенс · Нідерланди                       | Роналд Мюлдер · Нідерланди    |
| Пхьончхан 2018           | Говард Гольмефйорд Лорентцен · Норвегія | Чха Мін Гю · Південна Корея                   | Гао Тін'юй · Китай            |
| Пекін 2022               | Гао Тін'юй · Китай                      | Чха Мін Гю · Південна Корея                   | Ватару Морісіґе · Японія      |

- Медалі:

| Місце   | Країна            | Золото | Срібло | Бронза | Загалом |
| ------- | ----------------- | ------ | ------ | ------ | ------- |
| 1       | США               | 7      | 4      | 4      | 15      |
| 2       | Норвегія          | 4      | 6      | 4      | 14      |
| 3       | СРСР              | 4      | 4      | 2      | 10      |
| 4       | Західна Німеччина | 2      | 0      | 0      | 2       |
| 5       | Японія            | 1      | 4      | 5      | 10      |
| 6       | Нідерланди        | 1      | 2      | 2      | 5       |
| 7       | Південна Корея    | 1      | 2      | 1      | 4       |
| 8       | Росія             | 1      | 2      | 0      | 3       |
| 9       | Фінляндія         | 1      | 0      | 2      | 3       |
| 10      | Китай             | 1      | 0      | 1      | 2       |
| 11      | НДР               | 1      | 0      | 0      | 1       |
| 11      | Німеччина         | 1      | 0      | 0      | 1       |
| 13      | Канада            | 0      | 1      | 4      | 5       |
| 14      | Швеція            | 0      | 1      | 0      | 1       |
| Загалом | 14 країн          | 25     | 26     | 25     | 76      |

### 1000 метрів
| Ігри                | Золото                        | Срібло                                  | Бронза                                  |
| ------------------- | ----------------------------- | --------------------------------------- | --------------------------------------- |
| Інсбрук 1976        | Петер Мюллер · США            | Єрн Дідріксен · Норвегія                | Валерій Муратов · СРСР                  |
| Лейк-Плесід 1980    | Ерік Гайден · США             | Ґаетан Буше · Канада                    | Володимир Лобанов · СРСР                |
| Лейк-Плесід 1980    | Ерік Гайден · США             | Ґаетан Буше · Канада                    | Фроде Реннінґ · Норвегія                |
| Сараєво 1984        | Ґаетан Буше · Канада          | Сергій Хлєбніков · СРСР                 | Кай Арне Енґельстад · Норвегія          |
| Калгарі 1988        | Микола Гуляєв · СРСР          | Уве-Єнс Май · НДР                       | Ігор Желєзовський · СРСР                |
| Альбервіль 1992     | Олаф Цінке · Німеччина        | Кім Юн-Ман · Південна Корея             | Юкінорі Міябе · Японія                  |
| Ліллегаммер 1994    | Ден Дженсен · США             | Ігор Желєзовський · Білорусь            | Сергій Клевченя · Росія                 |
| Наґано 1998         | Ідс Постма · Нідерланди       | Ян Бос · Нідерланди                     | Хіроясу Сімідзу · Японія                |
| Солт-Лейк-Сіті 2002 | Ґерард ван Велде · Нідерланди | Ян Бос · Нідерланди                     | Джоуї Чік · США                         |
| Турин 2006          | Шейні Дейвіс · США            | Джоуї Чік · США                         | Ербен Веннемарс · Нідерланди            |
| Ванкувер 2010       | Шейні Дейвіс · США            | Мо Тхе Бом · Південна Корея             | Чед Гедрік · США                        |
| Сочі 2014           | Стефан Гротгюйс · Нідерланди  | Денні Моррісон · Канада                 | Мішель Мюлдер · Нідерланди              |
| Пхьончхан 2018      | К'єлд Нойс · Нідерланди       | Говард Гольмефйорд Лорентцен · Норвегія | Кім Тхе Юн · Південна Корея             |
| Пекін 2022          | Томас Крол · Нідерланди       | Лоран Дюбрей · Канада                   | Говард Гольмефйорд Лорентцен · Норвегія |

- Медалі:

| Місце   | Країна         | Золото | Срібло | Бронза | Загалом |
| ------- | -------------- | ------ | ------ | ------ | ------- |
| 1       | Нідерланди     | 5      | 2      | 2      | 9       |
| 2       | США            | 5      | 1      | 2      | 8       |
| 3       | Канада         | 1      | 3      | 0      | 4       |
| 4       | СРСР           | 1      | 1      | 3      | 5       |
| 5       | Німеччина      | 1      | 0      | 0      | 1       |
| 6       | Норвегія       | 0      | 2      | 3      | 5       |
| 7       | Південна Корея | 0      | 2      | 1      | 3       |
| 8       | НДР            | 0      | 1      | 0      | 1       |
| 8       | Білорусь       | 0      | 1      | 0      | 1       |
| 10      | Японія         | 0      | 0      | 2      | 2       |
| 11      | Росія          | 0      | 0      | 1      | 1       |
| Загалом | 11 країн       | 13     | 13     | 14     | 40      |

### 1500 метрів
| Ігри                     | Золото                        | Срібло                          | Бронза                       |
| ------------------------ | ----------------------------- | ------------------------------- | ---------------------------- |
| Шамоні 1924              | Клас Тунберг · Фінляндія      | Роальд Ларсен · Норвегія        | Сігурд Моен · Норвегія       |
| Санкт-Моріц 1928         | Клас Тунберг · Фінляндія      | Бернт Евенсен · Норвегія        | Івар Баллангруд · Норвегія   |
| Лейк-Плесід 1932         | Джек Ші · США                 | Александер Герд · Канада        | Віллі Лоґан · Канада         |
| Гарміш-Партенкірхен 1936 | Шарль Матісен · Норвегія      | Івар Баллангруд · Норвегія      | Бірґер Васеніус · Фінляндія  |
| Санкт-Моріц 1948         | Сверре Фарстад · Норвегія     | Оке Сейфарт · Швеція            | Одд Лундберґ · Норвегія      |
| Осло 1952                | Яльмар Андерсен · Норвегія    | Вільм ван дер Вурт · Нідерланди | Роальд Ос · Норвегія         |
| Кортіна-д'Ампеццо 1956   | Євген Грішин · СРСР           | Не вручали                      | Тойво Салонен · Фінляндія    |
| Кортіна-д'Ампеццо 1956   | Юрій Михайлов · СРСР          | Не вручали                      | Тойво Салонен · Фінляндія    |
| Скво-Веллі 1960          | Роальд Ос · Норвегія          | Не вручали                      | Борис Стенін · СРСР          |
| Скво-Веллі 1960          | Євген Грішин · СРСР           | Не вручали                      | Борис Стенін · СРСР          |
| Інсбрук 1964             | Антс Антсон · СРСР            | Корнеліс Веркерк · Нідерланди   | Віллі Гауген · Норвегія      |
| Гренобль 1968            | Корнеліс Веркерк · Нідерланди | Івар Еріксен · Норвегія         | Не вручали                   |
| Гренобль 1968            | Корнеліс Веркерк · Нідерланди | Адріанус Схенк · Нідерланди     | Не вручали                   |
| Саппоро 1972             | Адріанус Схенк · Нідерланди   | Роар Ґренвольд · Норвегія       | Йоран Класон · Швеція        |
| Інсбрук 1976             | Ян Еґіль Сторгольт · Норвегія | Юрій Кондаков · СРСР            | Ганс ван Гелден · Нідерланди |
| Лейк-Плесід 1980         | Ерік Гайден · США             | Кай Арне Стенсьєммет · Норвегія | Тер'є Андерсен · Норвегія    |
| Сараєво 1984             | Ґаетан Буше · Канада          | Сергій Хлєбніков · СРСР         | Олег Бож'єв · СРСР           |
| Калгарі 1988             | Андре Гоффман · НДР           | Ерік Флейм · США                | Міхаель Гадшіфф · Австрія    |
| Альбервіль 1992          | Юхан-Улаф Косс · Норвегія     | Одне Сендрол · Норвегія         | Лео Фіссер · Нідерланди      |
| Ліллегаммер 1994         | Юхан-Улаф Косс · Норвегія     | Рінтьє Рітсма · Нідерланди      | Фалко Зандстра · Нідерланди  |
| Наґано 1998              | Одне Сендрол · Норвегія       | Ідс Постма · Нідерланди         | Рінтьє Рітсма · Нідерланди   |
| Солт-Лейк-Сіті 2002      | Дерек Парра · США             | Йохем Ейтдегаґе · Нідерланди    | Одне Сендрол · Норвегія      |
| Турин 2006               | Енріко Фабріс · Італія        | Шейні Дейвіс · США              | Чед Гедрік · США             |
| Ванкувер 2010            | Марк Тюйтерт · Нідерланди     | Шейні Дейвіс · США              | Говард Бокко · Норвегія      |
| Сочі 2014                | Збігнєв Брудка · Польща       | Кун Вервей · Нідерланди         | Денні Моррісон · Канада      |
| Пхьончхан 2018           | К'єлд Нойс · Нідерланди       | Патрік Руст · Нідерланди        | Кім Мін Сок · Південна Корея |
| Пекін 2022               | К'єлд Нойс · Нідерланди       | Томас Крол · Нідерланди         | Кім Мін Сок · Південна Корея |

- Медалі:

| Місце   | Країна         | Золото | Срібло | Бронза | Загалом |
| ------- | -------------- | ------ | ------ | ------ | ------- |
| 1       | Норвегія       | 8      | 7      | 8      | 23      |
| 2       | Нідерланди     | 5      | 9      | 4      | 18      |
| 3       | СРСР           | 4      | 2      | 2      | 8       |
| 4       | США            | 3      | 3      | 1      | 7       |
| 5       | Фінляндія      | 2      | 0      | 2      | 4       |
| 6       | Канада         | 1      | 1      | 2      | 4       |
| 7       | НДР            | 1      | 0      | 0      | 1       |
| 7       | Італія         | 1      | 0      | 0      | 1       |
| 7       | Польща         | 1      | 0      | 0      | 1       |
| 10      | Швеція         | 0      | 1      | 1      | 2       |
| 11      | Південна Корея | 0      | 0      | 2      | 2       |
| 12      | Австрія        | 0      | 0      | 1      | 1       |
| Загалом | 12 країн       | 26     | 23     | 23     | 69      |

### 5000 метрів
| Ігри                     | Золото                       | Срібло                          | Бронза                           |
| ------------------------ | ---------------------------- | ------------------------------- | -------------------------------- |
| Шамоні 1924              | Клас Тунберг · Фінляндія     | Юліус Скутнабб · Фінляндія      | Роальд Ларсен · Норвегія         |
| Санкт-Моріц 1928         | Івар Баллангруд · Норвегія   | Юліус Скутнабб · Фінляндія      | Бернт Евенсен · Норвегія         |
| Лейк-Плесід 1932         | Ірвінг Яффе · США            | Едді Мерфі · США                | Віллі Лоґан · Канада             |
| Гарміш-Партенкірхен 1936 | Івар Баллангруд · Норвегія   | Бірґер Васеніус · Фінляндія     | Антеро Ояла · Фінляндія          |
| Санкт-Моріц 1948         | Рейдар Ліаклев · Норвегія    | Одд Лундберґ · Норвегія         | Йоте Гедлунд · Швеція            |
| Осло 1952                | Яльмар Андерсен · Норвегія   | Кеес Брекман · Нідерланди       | Сверре Гоґлі · Норвегія          |
| Кортіна-д'Ампеццо 1956   | Борис Шилков · СРСР          | Сігвард Ерікссон · Швеція       | Олег Гончаренко · СРСР           |
| Скво-Веллі 1960          | Віктор Косичкін · СРСР       | Кнут Йоганнесен · Норвегія      | Ян Песман · Нідерланди           |
| Інсбрук 1964             | Кнут Йоганнесен · Норвегія   | Пер Івар Мое · Норвегія         | Фред Антон Маєр · Норвегія       |
| Гренобль 1968            | Фред Антон Маєр · Норвегія   | Корнеліс Веркерк · Нідерланди   | Петер Ноттет · Нідерланди        |
| Саппоро 1972             | Адріанус Схенк · Нідерланди  | Роар Ґренвольд · Норвегія       | Стен Стенсен · Норвегія          |
| Інсбрук 1976             | Стен Стенсен · Норвегія      | Піт Клейне · Нідерланди         | Ганс ван Гелден · Нідерланди     |
| Лейк-Плесід 1980         | Ерік Гайден · США            | Кай Арне Стенсьєммет · Норвегія | Том Ерік Оксгольм · Норвегія     |
| Сараєво 1984             | Томас Ґустафсон · Швеція     | Ігор Малков · СРСР              | Рене Шефіш · НДР                 |
| Калгарі 1988             | Томас Ґустафсон · Швеція     | Лео Фіссер · Нідерланди         | Ґерард Кемкерс · Нідерланди      |
| Альбервіль 1992          | Ґейр Карлстад · Норвегія     | Фалко Зандстра · Нідерланди     | Лео Фіссер · Нідерланди          |
| Ліллегаммер 1994         | Юхан-Улаф Косс · Норвегія    | Челль Стурелід · Норвегія       | Рінтьє Рітсма · Нідерланди       |
| Наґано 1998              | Джанні Ромме · Нідерланди    | Рінтьє Рітсма · Нідерланди      | Барт Велдкамп · Бельгія          |
| Солт-Лейк-Сіті 2002      | Йохем Ейтдегаґе · Нідерланди | Дерек Парра · США               | Єнс Боден · Німеччина            |
| Турин 2006               | Чед Гедрік · США             | Свен Крамер · Нідерланди        | Енріко Фабріс · Італія           |
| Ванкувер 2010            | Свен Крамер · Нідерланди     | Лі Син Хун · Південна Корея     | Іван Скобрєв · Росія             |
| Сочі 2014                | Свен Крамер · Нідерланди     | Ян Блокгюйсен · Нідерланди      | Йорріт Бергсма · Нідерланди      |
| Пхьончхан 2018           | Свен Крамер · Нідерланди     | Тед-Ян Блумен · Канада          | Сверре Лунде Педерсен · Норвегія |
| Пекін 2022               | Нільс ван дер Пул · Швеція   | Патрік Руст · Нідерланди        | Галлґейр Енґебротен · Норвегія   |

- Медалі:

| Місце   | Країна         | Золото | Срібло | Бронза | Загалом |
| ------- | -------------- | ------ | ------ | ------ | ------- |
| 1       | Норвегія       | 9      | 6      | 8      | 23      |
| 2       | Нідерланди     | 6      | 9      | 7      | 22      |
| 3       | США            | 3      | 2      | 0      | 5       |
| 4       | Швеція         | 3      | 1      | 1      | 4       |
| 5       | СРСР           | 2      | 1      | 1      | 4       |
| 6       | Фінляндія      | 1      | 3      | 1      | 5       |
| 7       | Канада         | 0      | 1      | 1      | 2       |
| 8       | Південна Корея | 0      | 1      | 0      | 1       |
| 9       | НДР            | 0      | 0      | 1      | 1       |
| 9       | Бельгія        | 0      | 0      | 1      | 1       |
| 9       | Німеччина      | 0      | 0      | 1      | 1       |
| 9       | Італія         | 0      | 0      | 1      | 1       |
| 9       | Росія          | 0      | 0      | 1      | 1       |
| Загалом | 13 країн       | 24     | 24     | 24     | 72      |

### 10000 метрів
| Ігри                     | Золото                                               | Срібло                                               | Бронза                                               |
| ------------------------ | ---------------------------------------------------- | ---------------------------------------------------- | ---------------------------------------------------- |
| Шамоні 1924              | Юліус Скутнабб · Фінляндія                           | Клас Тунберг · Фінляндія                             | Роальд Ларсен · Норвегія                             |
| Санкт-Моріц 1928         | Скасовано в розпал змагань через поганий стан льоду. | Скасовано в розпал змагань через поганий стан льоду. | Скасовано в розпал змагань через поганий стан льоду. |
| Лейк-Плесід 1932         | Ірвінг Яффе · США                                    | Івар Баллангруд · Норвегія                           | Френк Стак · Канада                                  |
| Гарміш-Партенкірхен 1936 | Івар Баллангруд · Норвегія                           | Бірґер Васеніус · Фінляндія                          | Макс Штіпль · Австрія                                |
| Санкт-Моріц 1948         | Оке Сейфарт · Швеція                                 | Лассі Парккінен · Фінляндія                          | Пентті Ламміо · Фінляндія                            |
| Осло 1952                | Яльмар Андерсен · Норвегія                           | Кеес Брекман · Нідерланди                            | Карл-Ерік Асплунд · Швеція                           |
| Кортіна-д'Ампеццо 1956   | Сігвард Ерікссон · Швеція                            | Кнут Йоганнесен · Норвегія                           | Олег Гончаренко · СРСР                               |
| Скво-Веллі 1960          | Кнут Йоганнесен · Норвегія                           | Віктор Косичкін · СРСР                               | Челль Бакман · Швеція                                |
| Інсбрук 1964             | Йонні Нільссон · Швеція                              | Фред Антон Маєр · Норвегія                           | Кнут Йоганнесен · Норвегія                           |
| Гренобль 1968            | Юнні Геглін · Швеція                                 | Фред Антон Маєр · Норвегія                           | Ер'ян Сандлер · Швеція                               |
| Саппоро 1972             | Адріанус Схенк · Нідерланди                          | Корнеліс Веркерк · Нідерланди                        | Стен Стенсен · Норвегія                              |
| Інсбрук 1976             | Піт Клейне · Нідерланди                              | Стен Стенсен · Норвегія                              | Ганс ван Гелден · Нідерланди                         |
| Лейк-Плесід 1980         | Ерік Гайден · США                                    | Піт Клейне · Нідерланди                              | Том Ерік Оксгольм · Норвегія                         |
| Сараєво 1984             | Ігор Малков · СРСР                                   | Томас Ґустафсон · Швеція                             | Рене Шефіш · НДР                                     |
| Калгарі 1988             | Томас Ґустафсон · Швеція                             | Міхаель Гадшіфф · Австрія                            | Лео Фіссер · Нідерланди                              |
| Альбервіль 1992          | Барт Велдкамп · Нідерланди                           | Юхан-Улаф Косс · Норвегія                            | Ґейр Карлстад · Норвегія                             |
| Ліллегаммер 1994         | Юхан-Улаф Косс · Норвегія                            | Челль Стурелід · Норвегія                            | Барт Велдкамп · Нідерланди                           |
| Наґано 1998              | Джанні Ромме · Нідерланди                            | Боб де Йонг · Нідерланди                             | Рінтьє Рітсма · Нідерланди                           |
| Солт-Лейк-Сіті 2002      | Йохем Ейтдегаґе · Нідерланди                         | Джанні Ромме · Нідерланди                            | Лассе Сетре · Норвегія                               |
| Турин 2006               | Боб де Йонг · Нідерланди                             | Чед Гедрік · США                                     | Карл Вергейєн · Нідерланди                           |
| Ванкувер 2010            | Лі Син Хун · Південна Корея                          | Іван Скобрєв · Росія                                 | Боб де Йонг · Нідерланди                             |
| Сочі 2014                | Йорріт Бергсма · Нідерланди                          | Свен Крамер · Нідерланди                             | Боб де Йонг · Нідерланди                             |
| Пхьончхан 2018           | Тед-Ян Блумен · Канада                               | Йорріт Бергсма · Нідерланди                          | Нікола Тумолеро · Італія                             |
| Пекін 2022               | Нільс ван дер Пул · Швеція                           | Патрік Руст · Нідерланди                             | Давіде Гьотто · Італія                               |

- Медалі:

| Місце   | Країна         | Золото | Срібло | Бронза | Загалом |
| ------- | -------------- | ------ | ------ | ------ | ------- |
| 1       | Нідерланди     | 7      | 8      | 7      | 22      |
| 2       | Швеція         | 6      | 1      | 3      | 10      |
| 3       | Норвегія       | 4      | 7      | 6      | 17      |
| 4       | США            | 2      | 1      | 0      | 3       |
| 5       | Фінляндія      | 1      | 3      | 1      | 5       |
| 6       | СРСР           | 1      | 1      | 1      | 3       |
| 7       | Канада         | 1      | 0      | 1      | 2       |
| 8       | Південна Корея | 1      | 0      | 0      | 1       |
| 9       | Австрія        | 0      | 1      | 1      | 2       |
| 10      | Росія          | 0      | 1      | 0      | 1       |
| 11      | Італія         | 0      | 0      | 2      | 2       |
| 12      | НДР            | 0      | 0      | 1      | 1       |
| Загалом | 12 країн       | 22     | 22     | 22     | 66      |

### Мас-старт
| Ігри           | Золото                      | Срібло                       | Бронза                      |
| -------------- | --------------------------- | ---------------------------- | --------------------------- |
| Пхьончхан 2018 | Лі Син Хун · Південна Корея | Барт Свінгс · Бельгія        | Кун Вервей · Нідерланди     |
| Пекін 2022     | Барт Свінгс · Бельгія       | Чон Чхе Вон · Південна Корея | Лі Син Хун · Південна Корея |

- Медалі:

| Місце   | Країна         | Золото | Срібло | Бронза | Загалом |
| ------- | -------------- | ------ | ------ | ------ | ------- |
| 1       | Південна Корея | 1      | 1      | 1      | 3       |
| 2       | Бельгія        | 1      | 1      | 0      | 2       |
| 3       | Нідерланди     | 0      | 0      | 1      | 1       |
| Загалом | 3 країни       | 2      | 2      | 2      | 6       |

### Командні перегони переслідування
| Ігри           | Золото                                                                                  | Срібло                                                                                     | Бронза                                                                                |
| -------------- | --------------------------------------------------------------------------------------- | ------------------------------------------------------------------------------------------ | ------------------------------------------------------------------------------------- |
| Турин 2006     | Італія (ITA) Маттео Анезі Стефано Донагранді Енріко Фабріс Іпполіто Санфрателло         | Канада (CAN) Арне Денкерс Стівен Елм Денні Моррісон Джейсон Паркер Джастін Варсилевич      | Нідерланди (NED) Свен Крамер Рінтьє Рітсма Марк Тюйтерт Карл Вергейєн Ербен Веннемарс |
| Ванкувер 2010  | Канада (CAN) Матьє Жіру Лукас Маковський Денні Моррісон                                 | США (USA) Браян Гансен Чед Гедрік Джонатан Кук Тревор Марсікано                            | Нідерланди (NED) Ян Блокгюйсен Свен Крамер Сімон Кейперс Марк Тюйтерт                 |
| Сочі 2014      | Нідерланди (NED) Ян Блокгюйсен Свен Крамер Кун Вервей                                   | Південна Корея (KOR) Чу Хьон Джун Кім Чхоль Мін Лі Син Хун                                 | Польща (POL) Збігнєв Брудка Конрад Недзведзький Ян Шиманський                         |
| Пхьончхан 2018 | Норвегія (NOR) Говард Бокко Сімен Спілер Нільсен Сверре Лунде Педерсен Сіндре Генріксен | Південна Корея (KOR) Лі Син Хун Чон Чхе Вон Кім Мін Сок                                    | Нідерланди (NED) Патрік Руст Ян Блокгюйсен Свен Крамер Кун Вервей                     |
| Пекін 2022     | Норвегія (NOR) Галлґейр Енґебротен Педер Конґшеуґ Сверре Лунде Педерсен                 | Олімпійський комітет Росії (ROC) Данило Алдошкін Трофімов Сергій Сергійович Руслан Захаров | США (USA) Ітен Сеп'юран Кейсі Доусон Емері Леман Джой Мантія                          |

- Медалі:

| Місце   | Країна                     | Золото | Срібло | Бронза | Загалом |
| ------- | -------------------------- | ------ | ------ | ------ | ------- |
| 1       | Норвегія                   | 2      | 0      | 0      | 2       |
| 2       | Канада                     | 1      | 1      | 0      | 2       |
| 3       | Нідерланди                 | 1      | 0      | 3      | 4       |
| 4       | Італія                     | 1      | 0      | 0      | 1       |
| 5       | Південна Корея             | 0      | 2      | 0      | 2       |
| 6       | США                        | 0      | 1      | 1      | 2       |
| 7       | Олімпійський комітет Росії | 0      | 1      | 0      | 1       |
| 8       | Польща                     | 0      | 0      | 1      | 1       |
| Загалом | 8 країн                    | 5      | 5      | 5      | 15      |

## Жінки

### 500 метрів
| Ігри                | Золото                                    | Срібло                               | Бронза                                         |
| ------------------- | ----------------------------------------- | ------------------------------------ | ---------------------------------------------- |
| Скво-Веллі 1960     | Хельга Гаасе · Об'єднана німецька команда | Наталія Донченко · СРСР              | Джинн Ешворт · США                             |
| Інсбрук 1964        | Лідія Скобликова · СРСР                   | Ірина Єгорова · СРСР                 | Тетяна Сидорова · СРСР                         |
| Гренобль 1968       | Людмила Титова · СРСР                     | Дженні Фіш · США                     | Не вручали                                     |
| Гренобль 1968       | Людмила Титова · СРСР                     | Даянн Голум · США                    | Не вручали                                     |
| Гренобль 1968       | Людмила Титова · СРСР                     | Мері Меєрс · США                     | Не вручали                                     |
| Саппоро 1972        | Анне Геннінґ · США                        | Віра Краснова · СРСР                 | Людмила Титова · СРСР                          |
| Інсбрук 1976        | Шейла Янґ · США                           | Кеті Прістнер · Канада               | Тетяна Аверіна · СРСР                          |
| Лейк-Плесід 1980    | Карін Енке · НДР                          | Леа Поулос-Мюллер · США              | Наталія Петрусьова · СРСР                      |
| Сараєво 1984        | Кріста Ротенбурґер · НДР                  | Карін Енке · НДР                     | Наталія Шиве · СРСР                            |
| Калгарі 1988        | Бонні Блер · США                          | Кріста Ротенбурґер · НДР             | Карін Енке · НДР                               |
| Альбервіль 1992     | Бонні Блер · США                          | Є Цяобо · Китай                      | Кріста Лудінґ-Ротенбурґер · Німеччина          |
| Ліллегаммер 1994    | Бонні Блер · США                          | Сьюзен Ош · Канада                   | Франціска Шенк · Німеччина                     |
| Наґано 1998         | Катріона Лемей-Доан · Канада              | Сьюзен Ош · Канада                   | Томомі Окадзакі · Японія                       |
| Солт-Лейк-Сіті 2002 | Катріона Лемей-Доан · Канада              | Моніке Ґарбрехт-Енфельдт · Німеччина | Забіне Фелькер · Німеччина                     |
| Турин 2006          | Світлана Журова · Росія                   | Ван Маньлі · Китай                   | Жень Хуей · Китай                              |
| Ванкувер 2010       | Лі Сан Хва · Південна Корея               | Єнні Вольф · Німеччина               | Ван Бейсін · Китай                             |
| Сочі 2014           | Лі Сан Хва · Південна Корея               | Ольга Фаткуліна · Росія              | Марго Бур · Нідерланди                         |
| Пхьончхан 2018      | Нао Кодайра · Японія                      | Лі Сан Хва · Південна Корея          | Кароліна Ербанова · Чехія                      |
| Пекін 2022          | Ерін Джексон · США                        | Міхо Такаґі · Японія                 | Ангеліна Голікова · Олімпійський комітет Росії |

- Медалі:

| Місце   | Країна                     | Золото | Срібло | Бронза | Загалом |
| ------- | -------------------------- | ------ | ------ | ------ | ------- |
| 1       | США                        | 6      | 4      | 1      | 11      |
| 2       | СРСР                       | 2      | 3      | 5      | 7       |
| 3       | Канада                     | 2      | 3      | 0      | 5       |
| 4       | НДР                        | 2      | 2      | 1      | 5       |
| 5       | Південна Корея             | 2      | 1      | 0      | 3       |
| 6       | Японія                     | 1      | 1      | 1      | 3       |
| 7       | Росія                      | 1      | 1      | 0      | 2       |
| 8       | Об'єднана німецька команда | 1      | 0      | 0      | 1       |
| 9       | Німеччина                  | 0      | 2      | 3      | 5       |
| 10      | Китай                      | 0      | 2      | 2      | 4       |
| 11      | Чехія                      | 0      | 0      | 1      | 1       |
| 11      | Нідерланди                 | 0      | 0      | 1      | 1       |
| 11      | Олімпійський комітет Росії | 0      | 0      | 1      | 1       |
| Загалом | 13 країн                   | 17     | 19     | 16     | 37      |

### 1000 метрів
| Ігри                | Золото                           | Срібло                                    | Бронза                          |
| ------------------- | -------------------------------- | ----------------------------------------- | ------------------------------- |
| Скво-Веллі 1960     | Клара Гусєва · СРСР              | Хельга Гаасе · Об'єднана німецька команда | Тамара Рилова · СРСР            |
| Інсбрук 1964        | Лідія Скобликова · СРСР          | Ірина Єгорова · СРСР                      | Кайя Мустонен · Фінляндія       |
| Гренобль 1968       | Каррі Ґеійссен · Нідерланди      | Людмила Титова · СРСР                     | Даянн Голум · США               |
| Саппоро 1972        | Моніка Пфлуґ · Західна Німеччина | Атьє Келен-Делстра · Нідерланди           | Анне Геннінґ · США              |
| Інсбрук 1976        | Тетяна Аверіна · СРСР            | Леа Поулос · США                          | Шейла Янґ · США                 |
| Лейк-Плесід 1980    | Наталія Петрусьова · СРСР        | Леа Поулос-Мюллер · США                   | Сільвія Альбрехт · НДР          |
| Сараєво 1984        | Карін Енке · НДР                 | Андреа Шен · НДР                          | Наталія Петрусьова · СРСР       |
| Калгарі 1988        | Кріста Ротенбурґер · НДР         | Карін Енке · НДР                          | Бонні Блер · США                |
| Альбервіль 1992     | Бонні Блер · США                 | Є Цяобо · Китай                           | Моніке Ґарбрехт · Німеччина     |
| Ліллегаммер 1994    | Бонні Блер · США                 | Анке Баєр · Німеччина                     | Є Цяобо · Китай                 |
| Наґано 1998         | Маріанне Тіммер · Нідерланди     | Крістін Вітті · США                       | Катріона Лемей-Доан · Канада    |
| Солт-Лейк-Сіті 2002 | Крістін Вітті · США              | Забіне Фелькер · Німеччина                | Дженніфер Родріґес · США        |
| Турин 2006          | Маріанне Тіммер · Нідерланди     | Сінді Классен · Канада                    | Анні Фрізінґер · Німеччина      |
| Ванкувер 2010       | Крістін Несбітт · Канада         | Аннетте Геррітсен · Нідерланди            | Лауріне ван Ріссен · Нідерланди |
| Сочі 2014           | Zhang Hong · Китай               | Ірен Вюст · Нідерланди                    | Марго Бур · Нідерланди          |
| Пхьончхан 2018      | Йорін тер Морс · Нідерланди      | Нао Кодайра · Японія                      | Міхо Такаґі · Японія            |
| Пекін 2022          | Міхо Такаґі · Японія             | Ютта Лердам · Нідерланди                  | Бріттані Боу · США              |

- Медалі:

| Місце   | Країна     | Золото | Срібло | Бронза | Загалом |
| ------- | ---------- | ------ | ------ | ------ | ------- |
| 1       | Нідерланди | 4      | 4      | 2      | 10      |
| 2       | СРСР       | 4      | 2      | 2      | 8       |
| 3       | США        | 3      | 3      | 6      | 12      |
| 4       | НДР        | 2      | 2      | 1      | 5       |
| 5       | Німеччина  | 1      | 2      | 2      | 5       |
| 6       | Канада     | 1      | 1      | 1      | 3       |
| 6       | Китай      | 1      | 1      | 1      | 3       |
| 6       | Японія     | 1      | 1      | 1      | 3       |
| 9       | Фінляндія  | 0      | 0      | 1      | 1       |
| Загалом | 9 країн    | 17     | 17     | 17     | 51      |

### 1500 метрів
| Ігри                | Золото                        | Срібло                            | Бронза                          |
| ------------------- | ----------------------------- | --------------------------------- | ------------------------------- |
| Скво-Веллі 1960     | Лідія Скобликова · СРСР       | Ельвіра Серочинська · Польща      | Гелена Пілейчик · Польща        |
| Інсбрук 1964        | Лідія Скобликова · СРСР       | Кайя Мустонен · Фінляндія         | Берта Колокольцева · СРСР       |
| Гренобль 1968       | Кайя Мустонен · Фінляндія     | Каррі Ґеійссен · Нідерланди       | Стін Кайсер · Нідерланди        |
| Саппоро 1972        | Даянн Голум · США             | Стін Бас-Кайсер · Нідерланди      | Атьє Келен-Делстра · Нідерланди |
| Інсбрук 1976        | Галина Степанська · СРСР      | Шейла Янґ · США                   | Тетяна Аверіна · СРСР           |
| Лейк-Плесід 1980    | Анні Боркінк · Нідерланди     | Ріа Віссер · Нідерланди           | Забіне Беккер · НДР             |
| Сараєво 1984        | Карін Енке · НДР              | Андреа Шен · НДР                  | Наталія Петрусьова · СРСР       |
| Калгарі 1988        | Івонн ван Ґенніп · Нідерланди | Карін Енке · НДР                  | Андреа Еріґ · НДР               |
| Альбервіль 1992     | Жаклін Бернер · Німеччина     | Ґунда Німан · Німеччина           | Сейко Хасімото · Японія         |
| Ліллегаммер 1994    | Емеше Гуньяді · Австрія       | Світлана Федоткіна · Росія        | Ґунда Німан · Німеччина         |
| Наґано 1998         | Маріанне Тіммер · Нідерланди  | Ґунда Німан-Штірнеман · Німеччина | Крістін Вітті · США             |
| Солт-Лейк-Сіті 2002 | Анні Фрізінґер · Німеччина    | Забіне Фелькер · Німеччина        | Дженніфер Родріґес · США        |
| Турин 2006          | Сінді Классен · Канада        | Крістіна Грувз · Канада           | Ірен Вюст · Нідерланди          |
| Ванкувер 2010       | Ірен Вюст · Нідерланди        | Крістіна Грувз · Канада           | Мартіна Сабликова · Чехія       |
| Сочі 2014           | Йорін тер Морс · Нідерланди   | Ірен Вюст · Нідерланди            | Лотте ван Бек · Нідерланди      |
| Пхьончхан 2018      | Ірен Вюст · Нідерланди        | Міхо Такаґі · Японія              | Марріт Ленстра · Нідерланди     |
| Пекін 2022          | Ірен Вюст · Нідерланди        | Міхо Такаґі · Японія              | Антуанетте де Йонг · Нідерланди |

- Медалі:

| Місце   | Країна     | Золото | Срібло | Бронза | Загалом |
| ------- | ---------- | ------ | ------ | ------ | ------- |
| 1       | Нідерланди | 7      | 4      | 6      | 17      |
| 2       | СРСР       | 3      | 0      | 3      | 6       |
| 3       | НДР        | 2      | 4      | 3      | 9       |
| 4       | Канада     | 1      | 2      | 0      | 3       |
| 5       | США        | 1      | 1      | 2      | 4       |
| 6       | Фінляндія  | 1      | 1      | 0      | 2       |
| 6       | Німеччина  | 1      | 1      | 0      | 2       |
| 8       | Австрія    | 1      | 0      | 0      | 1       |
| 9       | Японія     | 0      | 2      | 1      | 2       |
| 10      | Польща     | 0      | 1      | 1      | 2       |
| 11      | Росія      | 0      | 1      | 0      | 1       |
| 12      | Чехія      | 0      | 0      | 1      | 1       |
| Загалом | 12 країн   | 17     | 17     | 17     | 51      |

### 3000 метрів
| Ігри                | Золото                            | Срібло                           | Бронза                          |
| ------------------- | --------------------------------- | -------------------------------- | ------------------------------- |
| Скво-Веллі 1960     | Лідія Скобликова · СРСР           | Валентина Стеніна · СРСР         | Еві Гуттунен · Фінляндія        |
| Інсбрук 1964        | Лідія Скобликова · СРСР           | Хан Пхіль Хва · КНДР             | Не вручали                      |
| Інсбрук 1964        | Лідія Скобликова · СРСР           | Валентина Стеніна · СРСР         | Не вручали                      |
| Гренобль 1968       | Анс Схут · Нідерланди             | Кайя Мустонен · Фінляндія        | Стін Кайсер · Нідерланди        |
| Саппоро 1972        | Стін Бас-Кайсер · Нідерланди      | Даянн Голум · США                | Атьє Келен-Делстра · Нідерланди |
| Інсбрук 1976        | Тетяна Аверіна · СРСР             | Андреа Мічерліх · НДР            | Лізбет Корсмо · Норвегія        |
| Лейк-Плесід 1980    | Б'єрґ Ева Єнсен · Норвегія        | Забіне Беккер · НДР              | Бет Гайден · США                |
| Сараєво 1984        | Андреа Шен · НДР                  | Карін Енке · НДР                 | Ґабі Шенбрун · НДР              |
| Калгарі 1988        | Івонн ван Ґенніп · Нідерланди     | Андреа Еріґ · НДР                | Ґабі Цанґе · НДР                |
| Альбервіль 1992     | Ґунда Німан · Німеччина           | Гайке Варніке · Німеччина        | Емеше Гуньяді · Австрія         |
| Ліллегаммер 1994    | Світлана Бажанова · Росія         | Емеше Гуньяді · Австрія          | Клаудія Пехштайн · Німеччина    |
| Наґано 1998         | Ґунда Німан-Штірнеман · Німеччина | Клаудія Пехштайн · Німеччина     | Анні Фрізінґер · Німеччина      |
| Солт-Лейк-Сіті 2002 | Клаудія Пехштайн · Німеччина      | Ренате Ґруневолд · Нідерланди    | Сінді Классен · Канада          |
| Турин 2006          | Ірен Вюст · Нідерланди            | Ренате Ґруневолд · Нідерланди    | Сінді Классен · Канада          |
| Ванкувер 2010       | Мартіна Сабликова · Чехія         | Штефані Бекерт · Німеччина       | Крістіна Грувз · Канада         |
| Сочі 2014           | Ірен Вюст · Нідерланди            | Мартіна Сабликова · Чехія        | Ольга Граф · Росія              |
| Пхьончхан 2018      | Карлейн Ахтеректе · Нідерланди    | Ірен Вюст · Нідерланди           | Антуанетте де Йонг · Нідерланди |
| Пекін 2022          | Ірене Схаутен · Нідерланди        | Франческа Лоллобриджида · Італія | Ізабель Вайдеман · Канада       |

- Медалі:

| Місце   | Країна     | Золото | Срібло | Бронза | Загалом |
| ------- | ---------- | ------ | ------ | ------ | ------- |
| 1       | Нідерланди | 7      | 3      | 3      | 13      |
| 2       | СРСР       | 4      | 2      | 0      | 6       |
| 3       | Німеччина  | 3      | 3      | 2      | 8       |
| 4       | НДР        | 1      | 4      | 2      | 7       |
| 5       | Чехія      | 1      | 1      | 0      | 2       |
| 6       | Норвегія   | 1      | 0      | 1      | 2       |
| 6       | Росія      | 1      | 0      | 1      | 2       |
| 8       | Австрія    | 0      | 1      | 1      | 2       |
| 9       | Фінляндія  | 0      | 1      | 1      | 2       |
| 9       | США        | 0      | 1      | 1      | 2       |
| 11      | Італія     | 0      | 1      | 0      | 1       |
| 11      | КНДР       | 0      | 1      | 0      | 1       |
| 13      | Канада     | 0      | 0      | 4      | 4       |
| Загалом | 13 країн   | 17     | 18     | 16     | 51      |

### 5000 метрів
| Ігри                | Золото                        | Срібло                            | Бронза                                          |
| ------------------- | ----------------------------- | --------------------------------- | ----------------------------------------------- |
| Калгарі 1988        | Івонн ван Ґенніп · Нідерланди | Андреа Еріґ · НДР                 | Ґабі Цанґе · НДР                                |
| Альбервіль 1992     | Ґунда Німан · Німеччина       | Гайке Варніке · Німеччина         | Клаудія Пехштайн · Німеччина                    |
| Ліллегаммер 1994    | Клаудія Пехштайн · Німеччина  | Ґунда Німан · Німеччина           | Хіромі Ямамото · Японія                         |
| Наґано 1998         | Клаудія Пехштайн · Німеччина  | Ґунда Німан-Штірнеман · Німеччина | Людмила Прокашова · Казахстан                   |
| Солт-Лейк-Сіті 2002 | Клаудія Пехштайн · Німеччина  | Грета Сміт · Нідерланди           | Клара Г'юз · Канада                             |
| Турин 2006          | Клара Г'юз · Канада           | Клаудія Пехштайн · Німеччина      | Сінді Классен · Канада                          |
| Ванкувер 2010       | Мартіна Сабликова · Чехія     | Штефані Бекерт · Німеччина        | Клара Г'юз · Канада                             |
| Сочі 2014           | Мартіна Сабликова · Чехія     | Ірен Вюст · Нідерланди            | Карін Клейбекер · Нідерланди                    |
| Пхьончхан 2018      | Есме Віссер · Нідерланди      | Мартіна Сабликова · Чехія         | Наталія Вороніна · Спортсмени-олімпійці з Росії |
| Пекін 2022          | Ірене Схаутен · Нідерланди    | Ізабель Вайдеман · Канада         | Мартіна Сабликова · Чехія                       |

- Медалі:

| Місце   | Країна                       | Золото | Срібло | Бронза | Загалом |
| ------- | ---------------------------- | ------ | ------ | ------ | ------- |
| 1       | Німеччина                    | 4      | 6      | 2      | 10      |
| 2       | Нідерланди                   | 3      | 2      | 1      | 6       |
| 3       | Чехія                        | 2      | 1      | 1      | 4       |
| 4       | Канада                       | 1      | 1      | 3      | 5       |
| 5       | Японія                       | 0      | 0      | 1      | 1       |
| 5       | Казахстан                    | 0      | 0      | 1      | 1       |
| 5       | Спортсмени-олімпійці з Росії | 0      | 0      | 1      | 1       |
| Загалом | 7 країн                      | 10     | 10     | 10     | 30      |

### Мас-старт
| Ігри           | Золото                     | Срібло                      | Бронза                           |
| -------------- | -------------------------- | --------------------------- | -------------------------------- |
| Пхьончхан 2018 | Нана Такаґі · Японія       | Кім Бо Рим · Південна Корея | Ірене Схаутен · Нідерланди       |
| Пекін 2022     | Ірене Схаутен · Нідерланди | Івані Блонден · Канада      | Франческа Лоллобриджида · Італія |

- Медалі:

| Місце   | Країна         | Золото | Срібло | Бронза | Загалом |
| ------- | -------------- | ------ | ------ | ------ | ------- |
| 1       | Нідерланди     | 1      | 0      | 1      | 2       |
| 2       | Японія         | 1      | 0      | 0      | 1       |
| 3       | Південна Корея | 0      | 1      | 0      | 1       |
| 3       | Канада         | 0      | 1      | 0      | 1       |
| 5       | Італія         | 0      | 0      | 1      | 1       |
| Загалом | 5 країн        | 2      | 2      | 2      | 6       |

### Командні перегони переслідування
| Ігри           | Золото                                                                                        | Срібло                                                                                  | Бронза                                                                                             |
| -------------- | --------------------------------------------------------------------------------------------- | --------------------------------------------------------------------------------------- | -------------------------------------------------------------------------------------------------- |
| Турин 2006     | Німеччина (GER) Даніела Аншюц-Томс Анні Фрізінґер Люсіль Опіц Клаудія Пехштайн Забіне Фелькер | Канада (CAN) Крістіна Грувз Клара Г'юз Сінді Классен Крістін Несбітт Шеннон Ремпел      | Росія (RUS) Катерина Абрамова Варвара Баришева Галина Лихачова Катерина Лобишева Світлана Високова |
| Ванкувер 2010  | Німеччина (GER) Даніела Аншюц-Томс Штефані Бекерт Анні Фрізінгер-Постма Катрін Маттшеродт     | Японія (JPN) Масако Ходзумі Нао Кодайра Макі Табата                                     | Польща (POL) Катажина Бахледа-Цурусь Катажина Возняк Луїза Злотковська                             |
| Сочі 2014      | Нідерланди (NED) Лотте ван Бек Марріт Ленстра Йорін тер Морс Ірен Вюст                        | Польща (POL) Катажина Бахледа-Цурусь Наталія Червонка Катажина Возняк Луїза Злотковська | Росія (RUS) Ольга Граф Катерина Лобишева Катерина Шихова Юлія Скокова                              |
| Пхьончхан 2018 | Японія (JPN) Міхо Такаґі Аяно Сато Нана Такаґі Аяка Кікуті                                    | Нідерланди (NED) Марріт Ленстра Ірен Вюст Антуанетте де Йонг Лотте ван Бек              | США (USA) Гезер Бергсма Бріттані Боу Мія Манганелло Карлейн Схаутенс                               |
| Пекін 2022     | Канада (CAN) Івані Блонден Валері Мальте Ізабель Вайдеман                                     | Японія (JPN) Аяно Сато Міхо Такаґі Нана Такаґі                                          | Нідерланди (NED) Марейке Ґруневауд Ірен Вюст Антуанетте де Йонг Ірене Схаутен                      |

- Медалі:

| Місце   | Країна     | Золото | Срібло | Бронза | Загалом |
| ------- | ---------- | ------ | ------ | ------ | ------- |
| 1       | Німеччина  | 2      | 0      | 0      | 2       |
| 2       | Японія     | 1      | 2      | 0      | 3       |
| 3       | Нідерланди | 1      | 1      | 1      | 3       |
| 4       | Канада     | 1      | 1      | 0      | 2       |
| 5       | Польща     | 0      | 1      | 1      | 1       |
| 6       | Росія      | 0      | 0      | 2      | 2       |
| 7       | США        | 0      | 0      | 1      | 1       |
| Загалом | 7 країн    | 5      | 5      | 5      | 15      |

## Більше не проводять

### Багатоборство
| Дисципліни  | Золото                   | Срібло                   | Бронза                     |
| ----------- | ------------------------ | ------------------------ | -------------------------- |
| Шамоні 1924 | Клас Тунберг · Фінляндія | Роальд Ларсен · Норвегія | Юліус Скутнабб · Фінляндія |

- Медалі:

| Місце | Країна          | Золото | Срібло | Бронза | Загалом |
| ----- | --------------- | ------ | ------ | ------ | ------- |
| 1     | Фінляндія (FIN) | 1      |        | 1      | 2       |
| 2     | Норвегія (NOR)  |        | 1      |        | 1       |

## Статистика

### Володарі найбільшої кількості нагород

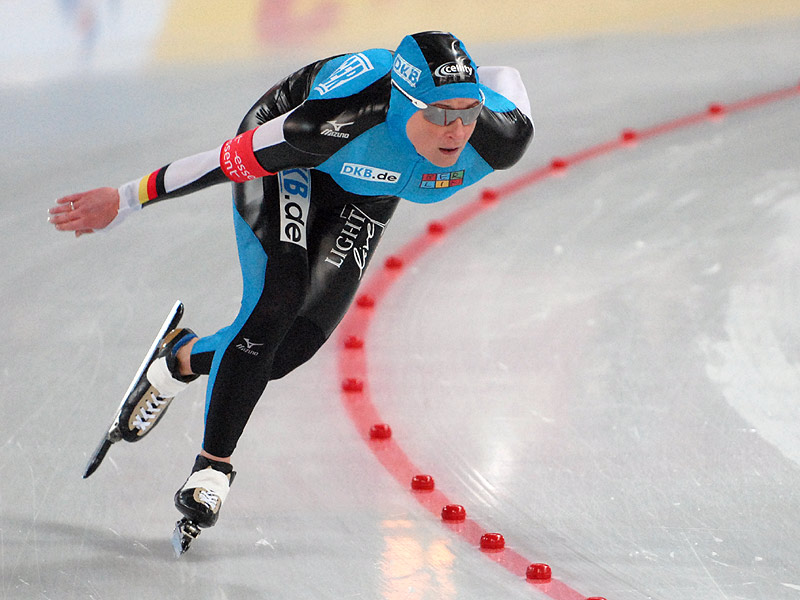
Німкеня Клаудія Пехштайн посідає друге місце за кількістю здобутих медалей.

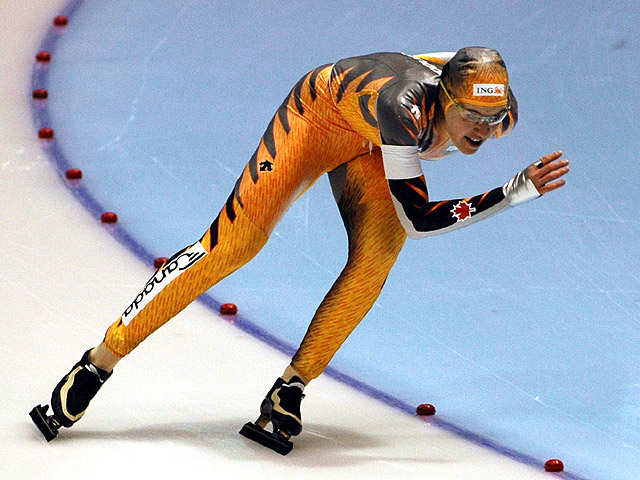
Канадійка Клара Г'юз (яка виграла дві бронзові медалі на літніх Олімпійських іграх 1996 року) — єдина спортсменка, що виборола кілька медалей і на літніх, і на зимових Олімпійських іграх.

| Спортсмен             | Країна         | Олімпійські ігри | Золото | Срібло | Бронза | Загалом |
| --------------------- | -------------- | ---------------- | ------ | ------ | ------ | ------- |
| Ірен Вюст             | Нідерланди     | 2006–2022        | 6      | 5      | 2      | 13      |
| Клаудія Пехштайн      | Німеччина      | 1992–2022        | 5      | 2      | 2      | 9       |
| Свен Крамер           | Нідерланди     | 2006–2022        | 4      | 2      | 3      | 9       |
| Карін Енке            | НДР            | 1980–1988        | 3      | 4      | 1      | 8       |
| Ґунда Німан-Штірнеман | Німеччина      | 1988–1998        | 3      | 4      | 1      | 8       |
| Клас Тунберг          | Фінляндія      | 1924–1928        | 5      | 1      | 1      | 7       |
| Івар Баллангруд       | Норвегія       | 1928–1936        | 4      | 2      | 1      | 7       |
| Мартіна Сабликова     | Чехія          | 2006–2022        | 3      | 2      | 2      | 7       |
| Міхо Такаґі           | Японія         | 2010–2022        | 2      | 4      | 1      | 7       |
| Андреа Еріґ-Мічерліх  | НДР            | 1976–1988        | 1      | 5      | 1      | 7       |
| Лідія Скобликова      | СРСР           | 1960–1968        | 6      | 0      | 0      | 6       |
| Бонні Блер            | США            | 1984–1994        | 5      | 0      | 1      | 6       |
| Лі Син Хун            | Південна Корея | 2010–2022        | 2      | 3      | 1      | 6       |
| Сінді Классен         | Канада         | 2002–2006        | 1      | 2      | 3      | 6       |
| Рінтьє Рітсма         | Нідерланди     | 1992–2006        | 0      | 2      | 4      | 6       |
| Роальд Ларсен         | Норвегія       | 1924–1928        | 0      | 2      | 4      | 6       |
| Ерік Гайден           | США            | 1976–1980        | 5      | 0      | 0      | 5       |
| Юхан-Улаф Косс        | Норвегія       | 1992–1994        | 4      | 1      | 0      | 5       |
| Євген Грішин          | СРСР           | 1956–1968        | 4      | 1      | 0      | 5       |
| Ірене Схаутен         | Нідерланди     | 2018–2022        | 3      | 0      | 2      | 5       |
| Анні Фрізінгер-Постма | Німеччина      | 1998–2010        | 3      | 0      | 2      | 5       |
| Кнут Йоганнесен       | Норвегія       | 1956–1964        | 2      | 2      | 1      | 5       |
| Чед Гедрік            | США            | 2006–2010        | 1      | 2      | 2      | 5       |

### Медалей за рік
|  | = Країни, що того року не брали участі в Олімпійських іграх, або тоді ще не існували. |

Легенда
- Жирним позначено найбільшу кількість медалей на тих Олімпійських іграх.

| Країна                       | 24 | 28 | 32 | 36 | 48 | 52 | 56 | 60 | 64 | 68 | 72 | 76 | 80 | 84 | 88 | 92 | 94 | 98 | 02 | 06 | 10 | 14 | 18 | 22 | Загалом |
| ---------------------------- | -- | -- | -- | -- | -- | -- | -- | -- | -- | -- | -- | -- | -- | -- | -- | -- | -- | -- | -- | -- | -- | -- | -- | -- | ------- |
| Австрія                      |    |    |    |    |    |    |    |    |    |    |    |    |    |    |    |    |    |    |    |    |    |    |    | 6  |         |
| Білорусь                     |    |    |    |    |    |    |    |    |    |    |    |    |    |    |    |    | 1  | –  | –  | –  | –  | −  | –  | –  | 1       |
| Бельгія                      | –  | –  | –  | –  | –  | –  | –  |    | –  |    | –  | –  | –  | –  | –  | –  | –  | 1  | –  | –  | –  | −  | 1  | 1  | 3       |
| Канада                       |    |    |    |    |    |    |    |    |    |    |    |    |    |    |    |    |    |    |    |    |    |    |    | 42 |         |
| Китай                        |    |    |    |    |    |    |    |    |    |    |    |    | –  | –  | –  | 2  | 1  | –  | –  | 2  | 1  | 1  | 1  | 1  | 9       |
| Чехія                        |    |    |    |    |    |    |    |    |    |    |    |    |    |    |    |    | –  | –  | –  | –  | 3  | 2  | 2  | –  | 7       |
| Фінляндія                    |    |    |    |    |    |    |    |    |    |    |    |    |    |    |    |    |    |    |    |    |    |    |    | 24 |         |
| Німеччина                    |    | –  | –  | –  |    | –  |    |    |    |    |    |    |    |    |    | 11 | 6  | 6  | 8  | 3  | 4  | −  | –  | –  | 38      |
| Об'єднана німецька команда   |    |    |    |    |    |    | –  | 2  | –  |    |    |    |    |    |    |    |    |    |    |    |    |    |    |    | 2       |
| НДР                          |    |    |    |    |    |    |    |    |    | –  | –  | 1  | 4  | 11 | 13 |    |    |    |    |    |    |    |    |    | 29      |
| Західна Німеччина            |    |    |    |    |    |    |    |    |    | 1  | 2  | –  | –  | –  | –  |    |    |    |    |    |    |    |    |    | 3       |
| Італія                       |    |    |    |    |    |    |    |    |    |    |    |    |    |    |    |    |    |    |    |    |    |    |    | 7  |         |
| Японія                       |    | –  | –  | –  |    | –  | –  | –  | –  | –  | –  | –  | –  | 1  | 1  | 4  | 2  | 3  | 1  | –  | 3  | −  | 6  | 5  | 26      |
| Казахстан                    |    |    |    |    |    |    |    |    |    |    |    |    |    |    |    |    | –  | 1  | –  | –  | –  | −  | –  | −  | 1       |
| Нідерланди                   |    | –  |    | –  | –  | 3  | –  | 1  | 1  | 9  | 9  | 5  | 4  | –  | 7  | 4  | 4  | 11 | 8  | 9  | 7  | 23 | 16 | 12 | 133     |
| КНДР                         |    |    |    |    |    |    |    |    | 1  |    | –  |    |    | –  | –  | –  |    | –  |    | –  | –  |    | –  |    | 1       |
| Норвегія                     |    |    |    |    |    |    |    |    |    |    |    |    |    |    |    |    |    |    |    |    |    |    |    | 87 |         |
| Польща                       |    |    |    |    |    |    |    |    |    |    |    |    |    |    |    |    |    |    |    |    |    |    |    | 6  |         |
| Росія                        |    |    |    |    |    |    |    |    |    |    |    |    |    |    |    |    | 5  | –  | –  | 3  | 2  | 3  |    |    | 13      |
| Спортсмени-олімпійці з Росії |    |    |    |    |    |    |    |    |    |    |    |    |    |    |    |    |    |    |    |    |    |    | 1  | 2  | 3       |
| Південна Корея               |    |    |    |    | –  |    | –  | –  | –  | –  | –  | –  | –  | –  | –  | 1  | –  | –  | –  | 1  | 5  | 2  | 7  | 4  | 20      |
| СРСР                         |    |    |    |    |    |    | 7  | 12 | 12 | 2  | 3  | 9  | 4  | 9  | 2  |    |    |    |    |    |    |    |    |    | 60      |
| Швеція                       |    |    |    |    |    |    |    |    |    |    |    |    |    |    |    |    |    |    |    |    |    |    |    | 18 |         |
| США                          |    |    |    |    |    |    |    |    |    |    |    |    |    |    |    |    |    |    |    |    |    |    |    | 71 |         |
| Роки                         | 24 | 28 | 32 | 36 | 48 | 52 | 56 | 60 | 64 | 68 | 72 | 76 | 80 | 84 | 88 | 92 | 94 | 98 | 02 | 06 | 10 | 14 | 18 | –  |         |

### Всі три медалісти однієї країни
| Ігри            | Дисципліна              | НОК              | Золото                | Срібло           | Бронза             |
| --------------- | ----------------------- | ---------------- | --------------------- | ---------------- | ------------------ |
| Інсбрук 1964    | 500 метрів (жінки)      | СРСР (URS)       | Лідія Скобликова      | Ірина Єгорова    | Тетяна Сидорова    |
| Інсбрук 1964    | 5000 метрів (чоловіки)  | Норвегія (NOR)   | Кнут Йоганнесен       | Пер Івар Мое     | Фред Антон Маєр    |
| Сараєво 1984    | 3000 метрів (жінки)     | НДР (GDR)        | Андреа Шен            | Карін Енке       | Ґабі Шенбрун       |
| Альбервіль 1992 | 5000 метрів (жінки)     | Німеччина (GER)  | Ґунда Німан           | Гайке Варніке    | Клаудія Пехштайн   |
| Наґано 1998     | 3000 метрів (жінки)     | Німеччина (GER)  | Ґунда Німан-Штірнеман | Клаудія Пехштайн | Анні Фрізінґер     |
| Наґано 1998     | 10000 метрів (чоловіки) | Нідерланди (NED) | Джанні Ромме          | Боб де Йонг      | Рінтьє Рітсма      |
| Сочі 2014       | 5000 метрів (чоловіки)  | Нідерланди (NED) | Свен Крамер           | Ян Блокгюйсен    | Йорріт Бергсма     |
| Сочі 2014       | 500 метрів (чоловіки)   | Нідерланди (NED) | Мішель Мюлдер         | Ян Смекенс       | Роналд Мюлдер      |
| Сочі 2014       | 1500 метрів (жінки) *   | Нідерланди (NED) | Йорін тер Морс        | Ірен Вюст        | Лотте ван Бек      |
| Сочі 2014       | 10000 метрів (чоловіки) | Нідерланди (NED) | Йорріт Бергсма        | Свен Крамер      | Боб де Йонг        |
| Пхьончхан 2018  | 3000 метрів (жінки)     | Нідерланди (NED) | Карлейн Ахтеректе     | Ірен Вюст        | Антуанетте де Йонг |

*На дистанції 1500 метрів серед жінок на зимових Олімпійських іграх 2014 нідерландка Марріт Ленстра посіла 4-те місце, і це було вперше в олімпійській історії ковзанярського спорту, коли спортсмени однієї країни посіли перші чотири місця в одній дисципліні.